# Actinodoria cuprea
Actinodoria cuprea är en tvåvingeart som beskrevs av Townsend 1927. Actinodoria cuprea ingår i släktet Actinodoria och familjen parasitflugor. Inga underarter finns listade i Catalogue of Life.